# 山城青谷站
山城青谷站（日语：／ Yamashiro-Aodani eki */?）位于京都府城阳市，是西日本旅客铁道（JR西日本）奈良线的鐵路車站。

## 历史
- 1926年2月13日：作为青谷梅林临时站投入运营。
- 1933年12月1日：升级为正式车站，改名为山城青谷站[2]。
- 1987年4月1日：国铁分割民营化后成为JR西日本车站。
- 2003年11月1日：支持使用ICOCA[3]。
- 2018年3月12日：开始使用车站编号[4]。

## 车站结构
侧式站台2台2线地上车站，站台间由跨线桥连接。
宇治站管理的业务委托站。支持使用ICOCA。

### 月台配置
| 月台 | 路線   | 方向 | 目的地         |
| ---- | ------ | ---- | -------------- |
| 1    | 奈良線 | 上行 | 宇治、京都方向 |
| 2    | 奈良線 | 下行 | 木津、奈良方向 |

## 使用情況
根据京都府统计书，1日平均上車人次如下表。此站是距离京都府内赏梅名胜青谷梅林最近车站，赏梅季节客流量较大。
| 年度   | 一日平均 上車人次 |
| ------ | ----------------- |
| 1999年 | 1,088             |
| 2000年 | 1,055             |
| 2001年 | 1,090             |
| 2002年 | 1,014             |
| 2003年 | 1,047             |
| 2004年 | 1,038             |
| 2005年 | 1,038             |
| 2006年 | 1,019             |
| 2007年 | 993               |
| 2008年 | 1,027             |
| 2009年 | 992               |
| 2010年 | 975               |
| 2011年 | 975               |
| 2012年 | 986               |
| 2013年 | 959               |
| 2014年 | 956               |
| 2015年 | 954               |
| 2016年 | 959               |
| 2017年 | 967               |

## 相鄰車站
西日本旅客鐵道
 奈良線
■都路快速、■快速
通過
■區間快速、■普通
長池（JR-D13）－山城青谷（JR-D14）－山城多賀（JR-D15）

## 外部連結
- 山城青谷｜車站資訊：JR出門網 - 西日本旅客鐵道